# Saturn Awards 1982
La 9ª edizione dei Saturn Awards si è svolta il 27 luglio 1982, per premiare le migliori produzioni cinematografiche del 1981.

## Candidati e vincitori
I vincitori sono indicati in grassetto.

### Film

#### Miglior film di fantascienza
- Superman II, regia di Richard Lester[1]
- 1997: Fuga da New York (Escape from New York), regia di John Carpenter
- Heartbeeps, regia di Allan Arkush
- Heavy Metal, regia di Gerald Potterton
- Atmosfera zero (Outland), regia di Peter Hyams

#### Miglior film horror
- Un lupo mannaro americano a Londra (An American Werewolf in London), regia di John Landis[2]
- Morti e sepolti (Dead & Buried), regia di Gary Sherman
- Storie di fantasmi (Ghost Story), regia di John Irvin
- Il signore della morte (Halloween II), regia di Rick Rosenthal
- Wolfen, la belva immortale (Wolfen), regia di Michael Wadleigh

#### Miglior film fantasy
- I predatori dell'arca perduta (Raiders of the Lost Ark), regia di Steven Spielberg[3]
- Scontro di titani (Clash of the Titans), regia di Desmond Davis
- Il drago del lago di fuoco (Dragonslayer), regia di Matthew Robbins
- Excalibur, regia di John Boorman
- Red e Toby nemiciamici (The Fox and the Hound), regia di Art Stevens, Ted Berman e Richard Rich

#### Miglior attore
- Harrison Ford - I predatori dell'arca perduta (Raiders of the Lost Ark)
- Donald Pleasence - Il signore della morte (Halloween II)
- Sean Connery - Atmosfera zero (Outland)
- Christopher Reeve - Superman II
- Albert Finney - Wolfen, la belva immortale (Wolfen)

#### Miglior attrice
- Karen Allen - I predatori dell'arca perduta (Raiders of the Lost Ark)
- Jenny Agutter - Un lupo mannaro americano a Londra (An American Werewolf in London)
- Lily Tomlin - The Incredible Shrinking Woman
- Angela Lansbury - Assassinio allo specchio (The Mirror Crack'd)
- Margot Kidder - Superman II

#### Miglior attore non protagonista
- Burgess Meredith - Scontro di titani (Clash of the Titans)
- Ralph Richardson - Il drago del lago di fuoco (Dragonslayer)
- Nicol Williamson - Excalibur
- Paul Freeman - I predatori dell'arca perduta (Raiders of the Lost Ark)
- Craig Warnock - I banditi del tempo (Time Bandits)

#### Miglior attrice non protagonista
- Frances Sternhagen - Atmosfera zero (Outland)
- Maggie Smith - Scontro di titani (Clash of the Titans)
- Helen Mirren - Excalibur
- Viveca Lindfors - La mano (The Hand)
- Kyle Richards - Gli occhi del parco (The Watcher in the Woods)

#### Miglior regia
- Steven Spielberg - I predatori dell'arca perduta (Raiders of the Lost Ark)[4]
- John Carpenter - 1997: Fuga da New York (Escape from New York)
- John Boorman - Excalibur
- Terry Gilliam - I banditi del tempo (Time Bandits)
- Michael Wadleigh - Wolfen, la belva immortale (Wolfen)

#### Miglior sceneggiatura
- Lawrence Kasdan - I predatori dell'arca perduta (Raiders of the Lost Ark)
- John Landis - Un lupo mannaro americano a Londra (An American Werewolf in London)
- Peter Hyams - Atmosfera zero (Outland)
- Terry Gilliam e Michael Palin - I banditi del tempo (Time Bandits)
- David Eyre e Michael Wadleigh - Wolfen, la belva immortale (Wolfen)

#### Migliori effetti speciali
- Richard Edlund - I predatori dell'arca perduta (Raiders of the Lost Ark)
- Ray Harryhausen - Scontro di titani (Clash of the Titans)
- Brian Johnson e Dennis Muren - Il drago del lago di fuoco (Dragonslayer)
- John Stears - Atmosfera zero (Outland)
- Jon Bunker - I banditi del tempo (Time Bandits)

#### Miglior colonna sonora
- John Williams - I predatori dell'arca perduta (Raiders of the Lost Ark)
- Laurence Rosenthal - Scontro di titani (Clash of the Titans)
- Colin Towns - Demonio dalla faccia d'angelo (Full Circle)
- Jerry Goldsmith - Atmosfera zero (Outland)
- Ken Thorne - Superman II

#### Migliori costumi
- Bob Ringwood - Excalibur
- Emma Porteous - Scontro di titani (Clash of the Titans)
- Anthony Mendleson - Il drago del lago di fuoco (Dragonslayer)
- Stephen Loomis - 1997: Fuga da New York (Escape from New York)
- Deborah Nadoolman - I predatori dell'arca perduta (Raiders of the Lost Ark)

#### Miglior trucco
- Rick Baker - Un lupo mannaro americano a Londra (An American Werewolf in London)
- Stan Winston - Morti e sepolti (Dead & Buried)
- Ken Chase - 1997: Fuga da New York (Escape from New York)
- Basil Newall ed Anna Dryhurst - Excalibur
- Stan Winston - Heartbeeps

#### Miglior film internazionale
- La guerra del fuoco (La guerre du feu), regia di Jean-Jacques Annaud ( Stati Uniti/ Canada/ Francia)
- Demonio dalla faccia d'angelo (Full Circle), regia di Richard Loncraine ( Regno Unito/ Canada)
- Roadgames, regia di Richard Franklin ( Australia)
- I banditi del tempo (Time Bandits), regia di Terry Gilliam ( Regno Unito)
- Gli occhi del parco (The Watcher in the Woods), regia di John Hough e Vincent McEveety ( Stati Uniti/ Regno Unito)

#### Miglior film con un budget sotto 1.000.000 di dollari
- Fear No Evil, regia di Frank LaLoggia
- Alice, Sweet Alice, regia di Alfred Sole
- Madman, regia di Joe Giannone
- Night Warning, regia di William Asher
- The Unseen, regia di Danny Steinmann

## Premi speciali
- Outstanding Film Award: La guerra del fuoco (La guerre du feu), regia di Jean-Jacques Annaud
- Life Career Award: Ray Harryhausen
- Executive Achievement Award: Hans J. Salter
- Service Award: Gary "Zak" Sakharoff
- Golden Scroll of Merit (Outstanding Achievement): Bo Svenson - Night Warning
- President's Award: I banditi del tempo (Time Bandits), regia di Terry Gilliam